# Кріс Джейкобс (плавець)
Кріс Джейкобс (англ. Chris Jacobs, 25 вересня 1964) — американський плавець.
Олімпійський чемпіон 1988 року.
Переможець Пантихоокеанського чемпіонату з плавання 1987 року.